# Burgstall Appertshausen
Der Burgstall Appertshausen liegt auf einem bewaldeten Höhenzug über dem Petersdorfer Gemeindeteil Appertshausen im Landkreis Aichach-Friedberg in Schwaben. Das markante Geländedenkmal wird von der Bodendenkmalpflege als mittelalterliche Wehranlage interpretiert.

## Geschichte

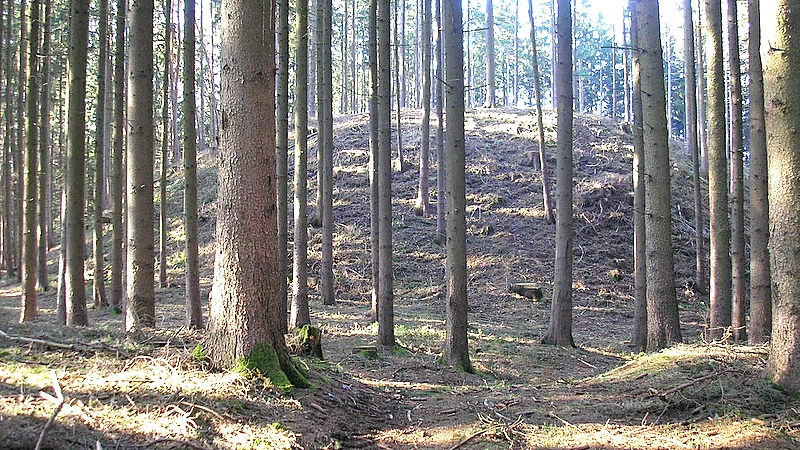
Die Ostseite der Burg über die niedrige Vorbefestigung

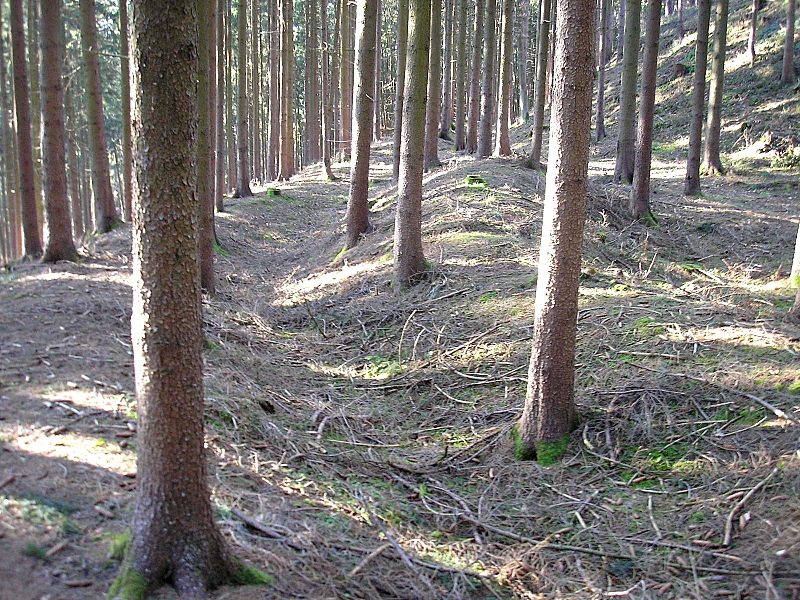
Der östliche Wallgraben (Südteil)

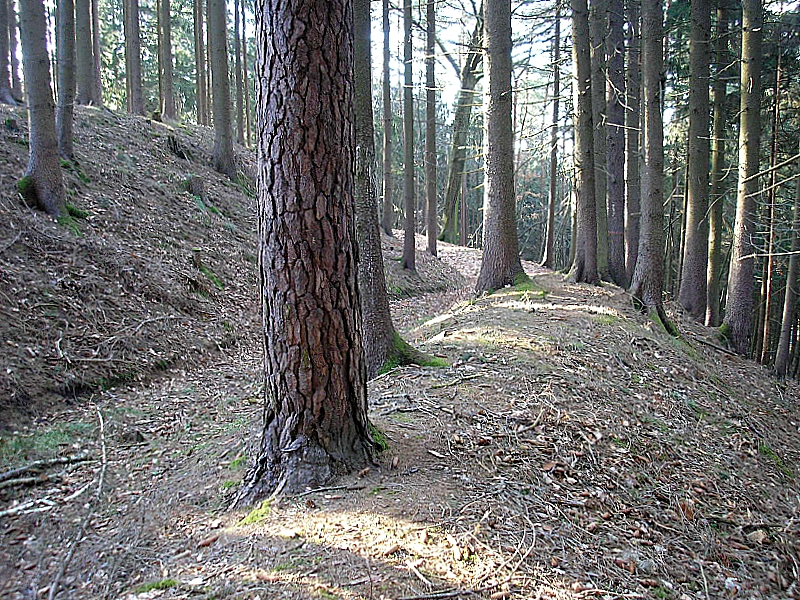
Blick in das nördliche Grabensystem

Zur Geschichte der stattlichen Anlage über dem Weiler fehlen jegliche schriftliche oder mündliche Überlieferungen in den ortsgeschichtlichen Quellen. Der Burgplatz wurde bereits in vorgeschichtlicher Zeit als Siedlungsplatz genutzt (Bodenfunde). Die nur etwa einen bis zwei Meter hohen Wallbefestigungen im Osten des Hügelsporns könnte auf eine vor- oder frühmittelalterliche Verwendung als nur zeitweilig genutzte Schutzburg hindeuten.
Dem Anschein nach dürfte es sich bei dem erhaltenen Bodendenkmal um eine hochmittelalterliche Burganlage handeln, die in eine ältere Befestigung eingebaut wurde. Auffällig ist das Fehlen mittelalterlichen Stein- oder Ziegelschuttes im Burgbereich.

## Beschreibung
Der ovale, etwa sechs bis zehn Meter hohe Erdkegel (ca. 526 m. ü. NN) wurde einem nach Osten ausspringenden Geländesporn aufgesetzt. Gegen die östliche Hochfläche schützt ein niedriger  bogenförmiger Wallgraben die Veste. Um die übrigen Flanken des Burghügels läuft ein flacher, nur etwa einen halben bis einen Meter tiefer Sohlgraben. Außen ist ein Randwall vorgelegt. Im Nordosten ist dieser Außenwall bis zu vier Meter hoch.
Die Bergflanken fallen teilweise sehr steil etwa 30 bis 40 Meter ins Tal ab. Haupt- und Vorburg scheinen auf dem Erdkegel gelegen zu haben. Die mutmaßliche Hauptburg wird durch eine drei bis vier Meter hohe Geländestufe von der Vorburg getrennt. Westlich dieser Stufe sind im Süden zwei Gruben erkennbar. Auf der Nordseite erstreckt sich eine weitere Geländestufe entlang der Vorburgflanke.
Den Zugang zum Burgplateau ermöglicht ein Aufgang an der Westseite. Möglicherweise markiert dieser modern erweiterte Zugang den historischen Burgaufgang. Ein Angreifer hätte so die gesamte Hügelflanke umlaufen müssen, um zum Haupttor zu gelangen.
Die eindrucksvolle Höhenlage und die Konzeption der Burg sprechen für einen Herrensitz des 11. oder 12. Jahrhunderts. Die Aufbauten dürften noch überwiegend aus Holz oder Lehmfachwerk bestanden haben. Möglicherweise geht die niedrige Vorbefestigung auf eine ältere befestigte Siedlung oder Schutzburg zurück (Bodenfunde).
Die  östlichen Wallzüge umschließen nur ein kleines Areal vor dem Hauptburgkegel. Das geräumige Vorfeld hätte die Möglichkeit der Anlage einer wesentlich umfangreicheren Vorburg geboten. Im Kreisgebiet hat die Spornlage der Veste mit niedriger Vorbefestigung ihr Gegenstück im Taitinger Holz bei Dasing (Abschnittsbefestigung im Taitinger Holz). Dieser Burgplatz wurde allerdings bereits spätestens im Frühmittelalter aufgegeben.
Das Bayerische Landesamt für Denkmalpflege verzeichnet das Bodendenkmal als mittelalterlichen Burgstall mit vorgeschichtlichen Siedlungsfunden unter der Denkmalnummer D-7-7431-0027.
Westlich unterhalb der Burganlage erkennt man am Waldrand auf einem etwa zehn Meter hohen Hügel eine kleinere, rechteckige Aufschüttung. Vergleichbare Objekte werden von der Bodendenkmalpflege heute als mittelalterliche oder neuzeitliche Vogelherde interpretiert. Dieses Bodendenkmal ist noch nicht in die Denkmalliste eingetragen. Weitere 550 Meter nordwestlich befindet sich ein hochmittelalterlicher Turmhügel (Motte), der wohl auf den Ansitz des Ortsadels von Binnenbach zurückgeht (Denkmalnummer D-7-7431-0032).